# SITPA-IDEAS
SITPA-IDEAS (Sistema de Información Territorial e Infraestructura de Datos Espaciales del Principado de Asturias) es la Infraestructura de Datos Espaciales y geoportal de referencia donde se pone a disposición del público todo tipo de información geográfica de interés sobre el Principado de Asturias.
La gestión y mantenimiento del geoportal SITPA-IDEAS es llevada a cabo por la Dirección General de Ordenación del Territorio, a través del Servicio de Cartografía, para lo cual cuenta con la colaboración de varios otros departamentos del Gobierno del Principado de Asturias, que comparten con dicho Servicio la información geográfica que generan, o trabajan conjuntamente con el Servicio, de cara a la generación de nueva información geográfica.

## Historia
En el año 2000, el Gobierno del Principado de Asturias, crea el Sistema de Información Territorial del Principado de Asturias (SITPA), con la finalidad de poner a disposición del público la información geográfica de que disponía, al considerar que podía ser de interés para otros usos, además de los de sus propios cometidos.
Años después, SITPA incorpora la Infraestructura de Datos Espaciales de Asturias (IDEAS), pasando desde entonces a denominarse SITPA-IDEAS. Este cambio se produjo a raíz de la aprobación de la Directiva 2007/2/CE del Parlamento Europeo y del Consejo de 14 de marzo de 2007 por la que se establece una infraestructura de información espacial en la Comunidad Europea (INSPIRE), reflejada en España en la Ley 14/2010, de 5 de julio, sobre las infraestructuras y los servicios de información geográfica en España (LISIGE), la cual requería a las Administraciones Públicas la prestación de determinados servicios de información geográfica (por ejemplo, visualización de cartografía, y ofrecer la posibilidad de reutilización de la información geográfica pública, ya sea mediante descarga o mediante interoperabilidad de servicios).
En 2020, se lanza una nueva versión del geoportal SITPA-IDEAS, que mantiene y consolida la integración entre el sistema de información territorial SITPA, y la infraestructura de datos espaciales IDEAS.
En 2024 recibió el premio a la mejor web de Asturias de la categoría "Servicio/Iniciativa Social" del año 2023, otorgado por el diario El Comercio.

## Galería

Ortofotomapas de Oviedo
Oviedo - Centro
Oviedo - Este
Oviedo - Oeste

Ortofotomapas de Gijón
Gijón - Centro
Gijón - Este
Gijón - Oeste
Gijón - Sur

Ortofotomapa de Avilés
Avilés